# جائزة الشيخ حمدان بن راشد للعلوم الطبية
هي جائزة عالمية طبية أنشئت عام 1999م، تعمل على تكريم الأطباء والباحثين في مجالات الطب والعلوم الصحية. وتتخذ من دبي مقراً لها. راعي الجائزة هو الشيخ حمدان بن راشد آل مكتوم. يقام حفل الجوائز كل عامين بدبي في حفل يحضره ثلة من المسؤولين والمهتمين بالقطاع الصحي. وإضافة للتكريم تقوم الجائزة بتنظيم العديد من الفعاليات الطبية والمجتمعية ولها جهد مقدر في دعم البحث الطبي والنشر العلمي بدولة الإمارات.

## نشأة الجائزة[2]
في العاشر من إبريل لعام 1999م، أصدر الشيخ مكتوم بن راشد آل مكتوم نائب رئيس الدولة، رئيس مجلس الوزراء ـ حاكم دبي المرسوم السامي رقم (5) والخاص بإنشاء جائزة الشيخ حمدان بن راشد آل مكتوم للعلوم الطبية. بهدف تكريم العلماء من كل أنحاء العالم. تم تكليف مجلس الأمناء والأمانة العامة لجائزة الشيخ حمدان بن راشد آل مكتوم للعلوم الطبية في مايو عام 1999 بتوجيهات من الشيخ حمدان بن راشد آل مكتوم نائب حاكم دبي، وزير المالية.

### المواقع الإلكترونية

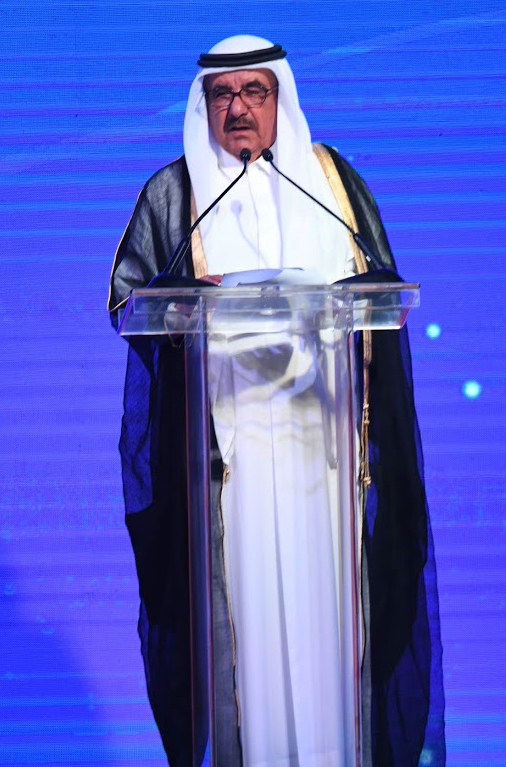
راعي الجائزة الشيخ حمدان بن راشد آل مكتوم خلال كلمته بحفل تكريم الفائزين بالدورة العاشرة للجوائز

أطلقت جائزة الشيخ حمدان بن راشد آل مكتوم للعلوم الطبية بوابتها الإلكترونية الرسمية الجديدة في شهر يوليو من عام 2014 واستغرق العمل عليها قرابة العامين، تستعرض تاريخ الجائزة وأنشطتها على مدار ستة عشر عامًا مدعمة بالصور وأفلام الفيديو، بما في ذلك الوثائق المتعلقة بدوراتها السابقة والفائزين فيها، من أجل تعزيز سبل تواصلها مع كافة شرائح المجتمع بصفة عامة والعاملين في القطاع الطبي على وجه الخصوص. ويحتوي الموقع على ستة أقسام رئيسية تمثل مراكز أنشطة الجائزة هي لمحة، ومركز الجوائز، والمركز العربي للدراسات الجينية، ومركز التعليم الطبي المستمر، ومركز المطبوعات والنشر ومركز البحوث وتقع في أكثر من 2500 صفحة إلكترونية ومتفاعلة مع كافة وسائل التواصل الاجتماعي المختلفة. كما تم تخصيص قسم منفصل لراعي الجائزة سـمو الشـيخ حمدان بن راشد آل مكتوم يتضمن نبذة عن نشأة سموه والمناصب التي تقلدها ومسيرته الحافلة في خدمة البشرية بالإضافة إلى الجوائز التقديرية التي حصل عليها في بالعديد من المحافل الدولية وكذلك آخر أخبار سموه الواردة في وسائل الإعلام المحلية والعالمية أولاً بأول.

### مركز الجوائز[4]
هو المركز الرئيسي الذي أنشئت عليه الجائزة وكانت تسميتها بناءً عليه والذي يختص بالجوائز وتقسيماتها وتخصصاتها ولجانها المتعددة، حيث تمنح الجوائز كل عامين في كافة فئاتها العالمية والعربية والمحلية لكل من يقوم بأعمال متميزة في مجالات البحث والاختراع في كافة مجالات الخدمات الطبية المختلفة على الصعيد المحلي والعربي والعالمي.

### اللجنة العلمية[4]
تعتبر واحدة من اللجان الرئيسية التابعة للأمانة العامة لكونها اللجنة العليا المشرفة على الجوائز وتتكون مـن 7-9 أعضاء يتم اختيارهم كل أربع سنوات حسب النظام الأساسي للجائزة وتكون مسؤوليتها اختيار موضوعات الجوائز لكل دورة وتحديد مواعيد استلام الترشيحات وتقييمها واختيار المحكمين المحليين والدوليين وتشكيل أعضاء اللجان الفرعية لكل تخصص حسب مواضيع كل دورة من دورات الجائزة.

## أولا: الجوائز العالمية
تشكل الملاحظات والأبحاث العلمية اللبنة الأساسية لتطوير العلوم والاكتشافات البيولوجيّة الحيويّة والوصول إلى الاختراعات على مر العصور، ولقد أدّت الدراسات العلميّة للأمراض خلال مئات السنين إلى إيجاد تقنيّات متطوّرة جمة ساهمت في مجال التشخيص والعلاج والبحث، وباستمرار عمليات التطوير تترسخ فكرة البحث العلمي الجوهري والمفيد ولهذا تعتبر الجوائز العالمية من أرفع الجوائز الطبية على مستوى العالم التي تعنى بتقدير العلماء والباحثين ادبياً ومادياً على كل ما يقدمونه للارتقاء بمستوى الخدمات الطبية على مستوى العالم.

### وتشتمل هذه الفئة ثلاثة جوائز:-
- جائزة حمدان العالمية الكبرى
- جائزة حمدان للبحوث الطبية المتميزة
- جائزة حمدان للمتطوعين في الخدمات الطبية والإنسانية

### جائزة حمدان العالمية الكبرى
تعد جائزة حمدان العالميّة الكبرى جائزة فريدة من نوعها، ليس فقط من ناحية مكافآتها للإبداع، بل أيضاً من ناحية مكافأتها للتفاني في تخفيف المعاناة الإنسانيّة من خلال الأبحاث وتقديم الخدمات النموذجيّة. ويعتمد العامل الأساسي الحاسم في مسألة اختيار الفائزين على إنجازات علمية فريدة من نوعها في مجال الاختصاص العلمي للدورة والذي يكون عن طريق اختراع تقنيات حديثة، أو من خلال اكتشاف أساليب علاجية حديثة أو اكتشاف أدوية جديدة من شأنها الارتقاء بمستوى الرعاية الصحية على مستوى العالم.
القيمة النقدية للجائزة هي (250,000) مائتان وخمسون ألف درهم إماراتي.

### جائزة حمدان للبحوث الطبية المتميزة
تمنح جائزة حمدان للبحوث الطبيّة المتميّزة إلى ثلاثة أشخاص مختلفين، ينتمي كل منهم إلى حقل طبي مرتبط بموضوع الجائزة الأساسي لجائزة حمدان العالمية الكبرى والذي يعتمد علية الموضوع العلمي للدورة كل سنتين حيث يتم اختيارهم بناءً على أبحاثهم وإسهاماتهم المبدعة التي أدّت إلى اكتشافات واختراعات جديدة، أحدثت تأثيراً متميزاً في مجالاتهم وكان لها الأثر الإيجابي على حياة آلاف الأشخاص عالمياً.
القيمة النقدية للجائزة هي (300,000) ثلاثمائة ألف درهم إماراتي، وتوزع بالتساوي على ثلاثة فائزين، بواقع (100,000)  مائة ألف درهم إماراتي لكل منهم.

### جائزة حمدان للمتطوعين في الخدمات الطبية والإنسانية
تمنح هذه الجائزة تقديراً للأفراد والهيئات التطوعية الرائدة في الخدمات الإنسانية والتي تشمل المنظمات الخيرية والإنسانية والأفراد العاملين في مجال الكوارث والأوبئة والمجاعات والحروب أو الكوارث الطبيعية من خلال توفير الخدمات الصحية المتخصصة والمجانية للمحتاجين والفقراء بصرف النظر عن جنسياتهم أو دياناتهم.
تبلغ قيمة الجائزة ثلاثمائة ألف درهم إماراتي (300,000) ثلاثمائة ألف درهم تقسم على أربعة فائزين:
جائزة لشخصيتين بواقع (50,000) خمسون ألف درهم إماراتي لكل منهما.
جائزة لمؤسستين بواقع (100,000) مائة ألف درهم إماراتي لكل منهما.

## ثانياً: جوائز الوطن العربي
حرصاً على النهوض بمستوى الرعاية الصحية في العالم العربي، وتحفيز المؤسسات التعليمية والخدمية المتميزة والشخصيات الطبية البارزة للارتقاء بمستوى الخدمات وتطوير إمكاناتهم تم وضع هذة الجائزة لتمكينهم من التماشي مع المعايير الدوليّة والتنافس مع المعاهد والمؤسسات العالميّة بشكل فعّال.
وتشمل هذه الفئة جائزتين
- جائزة حمدان لأفضل معهد أو كلية أو مركز طبي في العالم العربي
- جائزة حمدان لتكريم الشخصيات البارزة في العالم العربي

### جائزة حمدان لأفضل معهد أو كلية أو مركز طبي في العالم العربي
تمنح هذه الجائزة إلى فئتين من المؤسسات الطبية وهما:
- المؤسسات الطبية التعليمية: كالمعاهد والكليات الطبية الذين يقدمون خدمات طبية وتعليمية متميزة في العالم العربي.
- المؤسسات الطبية الخدمية: كالمراكز الطبية المتميزة التي تقدم خدمات علاجية وصحية وتوعوية لأفراد المجتمع في العالم العربي.

تبلغ قيمة هذه الجائزة (900,000) تسعمائة ألف درهم إماراتي، وتمنح مناصفةً إلى مؤسستين من الوطن العربي.

### جائزة حمدان لتكريم الشخصيات البارزة في العالم العربي
تمنح هذه الجائزة إلى شخصيتين متميّزتين في العالم العربي كرسوا حياتهم لخدمة ودعم الحقل الطبي، وذلك بهدف التعريف بالأشخاص والأعمال التي ساهمت بتطور الخدمات الطبية لما فيه خدمة المجتمعات الطبية.
تعتمد هذه الجائزة على الترشيحات بصورة مباشرة على التواصل مع وزارات الصحة في الوطن العربي لترشيح واختيار من يرونهم جديرين بهذه الجائزة.
تبلغ قيمة هذه الجائزة (100,000) مائة ألف درهم إماراتي وتمنح مناصفةً إلى شــخصيتين من الوطن العربي بواقع (50,000) خمسون ألف درهم إماراتي لكل منهما.

## ثالثا: جوائز دولة الإمارات العربية المتحدة
انطلاقا من توجيهات الشيخ حمدان بن راشد آل مكتوم راعي الجائزة بدعم وتحفيز كافة الجهات العاملة بالقطاع الطبي داخل دولة الإمارات سواء كانت مؤسسات أو أفراد بهدف الارتقاء بالخدمات الطبية المقدمة، حرصت الجائزة علي تخصيص جوائز لتكريم كافة فئات المنظومة الطبية داخل دولة الإمارات والتي تشمل المؤسسات والشخصيات الطبية المتميزة وكذلك الأبحاث الطبية الهامة.
وتشمل هذه الفئة ثلاثة جوائز:-
- جائزة حمدان لأفضل قسم طبي في القطاع الحكومي في دولة الإمارات العربية المتحدة
- جائزة حمدان للشخصيات الطبية المتميزة في دولة الإمارات العربية المتحدة
- جائزة حمدان لأفضل بحث تم نشره في مجلة حمدان الطبية من داخل وخارج دولة الإمارات العربية المتحدة

### جائزة حمدان لأفضل قسم طبي في القطاع الحكومي في دولة الإمارات العربية المتحدة
وهذه الجائزة مخصصة فقط للإدارات والأقسام الطبية في المستشفيات والمراكز الصحية في القطاع الحكومي في دولة الإمارات العربية المتحدة وتمنح لأفضل قسمين طبيين متميزين في الخدمات الطبية والرعاية الصحية.
تقبل الترشيحات في هذه الفئة من قبل وزارة الصحة أو الهيئات الطبية التي تتبع لها هذه الإدارات. على أن تحتوي الترشيحات علي تفاصيل لكافة الأنشطة التي تقوم بها هذه الإدارة وموظفيها والتي أسهمت في تقديم خدمات الرعاية الصحية المتميزة.
تبلغ قيمة هذه الجائزة (700,000) سبعمائة ألف درهم إماراتي، وتمنح مناصفة إلى قسمين متميزين بواقع (350,000) ثلاثمائة وخمسون ألف درهم إماراتي.

### جائزة حمدان للشخصيات الطبية المتميزة في دولة الإمارات العربية المتحدة
تمنح هذه الجائزة إلى خمس شخصيات تقديراً لإسهاماتهم المتميزة خلال فترة عملهم في مجال الخدمات الصحية ولجهودهم المستمرة والجادة في تطوير القطاع الطبي بدولة الإمارات العربية المتحدة.
تعتمد هذه الجائزة على الترشيحات بصورة مباشرة من وزارة الصحة والهيئات الصحية في كل إمارة لترشيح واختيار من يرونهم جديرين بهذه الجائزة.
تبلغ قيمة هذه الجائزة (250,000) مائتان وخمسون ألف درهم إماراتي، وتمنح إلى خمس شخصيات بواقع (50,000) خمسون ألف درهم إماراتي لكل منهم.

### جائزة حمدان لأفضل بحث تم نشره في مجلة حمدان الطبية لباحثين من داخل وخارج دولة الإمارات العربية المتحدة
تمنح هذه الجوائز لأفضل بحثين علميين طبيين متميزين تم نشرهما في مجلة حمدان الطبية بواقع جائزة لكل فئة على النحو التالي:
جائزة حمدان لأفضل بحث تم القيام به خارج دولة الإمارات العربية المتحدة ونشر أو قُبل للنشر في مجلة حمدان الطبية.
الغرض من هذه الجائزة دعم البحث العلمي داخل دولة الإمارات العربية المتحدة وخارجها في الوطن العربي من خلال تشجيع العاملين في الحقل الطبي على الانخراط في البحوث الطبية للارتقاء بمستوى الخدمات الطبية وتعزيز مجالات نشر البحوث ونتائجها في مجلة حمدان الطبية بصفة خاصة والمجلات العلمية العالمية بصفة عامة.
تبلغ قيمة هذه الجائزة (50,000) خمسون ألف درهم إماراتي وتمنح مناصفة لبحثين فائزين.
يتم الإعلان عن الفائزين في مؤتمر صحفي يعقده رئيس مجلس أمناء الجائزة خلال الربع الثاني من السنة الثانية لكل دورة بعد اعتماد الشيخ حمدان بن راشد آل مكتوم نائب حاكم دبي وزير المالية راعي الجائزة.

## حفل تكريم الفائزين[5]
يقام حفل الجائزة بحضور الشيخ حمدان بن راشد آل مكتوم نائب حاكم دبي، وزير المالية، رئيس هيئة الصحة بدبي، راعي الجائزة خلال شهر ديسمبر كل عامين بالتزامن مع ختام كل دورة من دورات الجائزة، ويكون تتويجاً للجهود التي بذلتها كافة مراكز أنشطة الجائزة خلال دورة كاملة من العمل الجاد والمتواصل.
ويكون الحدث الأبرز في هذا الحفل تكريم الفائزين واستعراض كافة إنجازاتهم في كافة فئات الجوائز العالمية والعربية والمحلية بالإضافة إلى العديد من الفعاليات التي تبرز أهم إنجازات الجائزة خلال الدورة وذلك بحضور كوكبة من كبار العلماء والأطباء وأساتذة الجامعات وكبار الشخصيات في العالم والوطن العربي وممثلي الدوائر والهيئات الصحية المحلية، إلى جانب الحضور المميز لكافة القطاعات الصحية وفعاليات المجتمع المختلفة.

## مؤتمر دبي العالمي للعلوم الطبية
تتجه أنظار كافة العاملين في الحقل الطبي من أطباء وأكاديميين وباحثين وطلاب ومؤسسات طبية وغيرهم إلى دبي خلال انعقاد هذا المؤتمر الذي يعد واحداً من المؤتمرات الطبية العالمية وذلك لثراء برنامجه العلمي وتمحوره حول مواضيع الجوائز العالمية لكل دورة والذي يستعرض فيه الفائزون العالميون ونخبة من العلماء المحاضرين وعلى مدى يومين أو ثلاثة أيام عقب حفل الجائزة مباشرة أحدث ما توصلوا إليه من نتائج بحوثهم ودراساتهم العلمية في مجالاتهم المختلفة.

## مركز البحوث
تعد الأبحاث الركيزة الرئيسية للتطور العلمي والأكاديمي لكافة أمم العالم فتقدم ورقي المجتمعات يأتي على أساس المعرفة المبنية على الدراسات والأبحاث العلمية وعليه فإن اكتشاف الظواهر الصحية السلبية ومعالجتها ووضع الحلول الناجحة لها، لا يمكن أن يتم بدون معرفة علمية حقيقية مبنية على دراسة ميدانية للواقع بكل معطياته والتي تمكن من وضع متّخذ القرار في قلب الأحداث وتطوّراتها وإمداده بتحليلات ودراسات معمقة تتعلق بالمستجدات المهمة كلّها.
ولذلك فلقد حرصت الجائزة على المضي قدماً في هذا المجال ووضعت كافة الإمكانات المادية واللوجيستية لدعم حركة البحث العلمي في دولة الإمارات من خلال مركز البحوث والذي يضم نخبة  من أفضل المتخصصين الذين يقومون بدراسة جميع طلبات دعم البحوث العلمية المقدمة ونتائجها وهو الأمر الذي نظم عملية المنح وطور في متابعة اتجاهات البحث العلمي والوقوف على النتائج العلمية لكل البحوث التي تصدرها المؤسسات التعليمية ومراكز البحوث والذي من شأنه إثراء البحث العلمي وسد النقص القائم في الدراسات والأبحاث الميدانية في العلوم الطبية في دولة الإمارات.

## مركز التعليم الطبي المستمر
يعمل هذا المركز علي وضع الإجراءات المنظمة لدعم وتنظيم المؤتمرات والدورات العلمية والندوات الطبية لإبراز دور الجائزة الريادي في مجالات التدريب وبرامج التعليم الطبي المستمر وخدمة المجتمع من خلال الدعم المادي والمعنوي للفعاليات الطبية التي تقام علي أرض الدولة بهدف الارتقاء بمستوى تقديم الخدمات الطبية وتطوير كفاءات العاملين في الحقل الطبي ورفع مستوى الوعي الثقافي والصحي لأفراد المجتمع.
ولذا يقوم هذا المركز بوضع برامج دعم المؤتمــرات والندوات والأنشطة التثقيفية بعناية فائقة نظراً للكم الهائل من الفعاليات الطبية التي تقام على أرض الدولة ومن جهات عدة وحرص المنظمين لهذه المؤتمرات في الحصول على الدعم اللوجيستي من الجائزة لما يشكله اسم الجائزة من دعم معنوي لهذه الأنشطة مع الوضع بعين الاعتبار تثقيف الفرد والمجتمع وخلق مجالات التواصل مع المؤسسات العاملة في نفس المجال والتي تعد أحد المقومات الرئيسية لنشر الوعي الصحي بين أفراد المجتمع حيث أثبتت هذه البرامج فعالية قصوى في تدريب وتأهيل العاملين في المجال الطبي وتطوير قدراتهم لما تقدمه هذه البرامج من تدريب عملي ومباشر يعود بالنفع على نتائج أعمالهم والارتقاء بمستوى وعي المجتمع.

## برامج دعم المؤتمرات
نظراً لزيادة عدد المؤتمرات الطبية التي تقام على أرض الدولة ومن جهات عدة وحرص المنظمين لهذه المؤتمرات في الحصول على الدعم المادي والإداري من الجائزة وما يشكله اسم الجائزة من دعم معنوي لهذه المؤتمرات ورغبة منا في إبراز دور الجائزة الريادي في هذا المجال، بالإضافة إلى العمل على اقتراح وتنظيم المؤتمرات الخاصة بالجائزة.
ولقد قمنا بتشكيل لجنة من الأطباء ذوي الخبرة في مجال تنظيم المؤتمرات لدراسة كافة الطلبات ورفع التوصيات لإدارة الجائزة لإتخاذ الإجرآت والقرارات المناسبة.

## البرامج التدريبية
اثبتت البرامج التدريبية المتمثلة في الندوات وورش العمل التدريبية فعالية قصوى في تدريب وتأهيل العاملين في المجال الطبي وتطوير قدراتهم في كافة مجالات عملهم لما تقدمه هذه البرامج من تدريب عملي ومباشر يعود بالنفع المباشر على نتائج أعمالهم.

## برامج الأنشطة المجتمعية
تمثل برامج الأنشطة المجتمعية أحد المقومات الرئيسية لنشر الوعي الصحي بين أفراد المجتمع، ولذلك حرصت الجائزة على تنمية الثقافة الطبية لدى المجتمع والأفراد من خلال هذا النشاط الذي يقوم بالعمل على دراسة حاجة المجتمع ووضع برامج التوعية المناسبة لها بالإضافة إلى خلق مجالات التواصل مع المؤسسات العاملة في نفس المجال.

## مركز المطبوعات والنشر
يعنى المركز بوضع السياسات والضوابط التي تحكم عملية إصدار الكتب والابحاث والمنشورات الطبية التي تصدر عن الجائزة بصفة عامة لما في ذلك من أهمية للإصدارات الطبية في إبراز دور الجائزة وتحقيق أهدافها.
كما يعتبر هذا المركز مكملاً لمركز البحوث والذي يركز بصورة مباشرة على تسهيل عملية نشر كافة الأبحاث التي يقوم بها الأطباء والعاملين في المجال الطبي والتي من شأنها تشجيع الباحثين للانخراط في مجالات البحوث وخصوصاً أن الجائزة وضعت جائزة خاصة لأفضل البحوث التي يتم نشرها من خلال أنشطة هذا المركز والتي تنقسم إلى قسمين مهمين:-
مجلة حمدان الطبية
الإصدارات الطبية

## مجلة حمدان الطبية
هي مجلة طبية مختصة بنشر الدراسات والبحوث والملخصات الطبية والعروض النقدية للبحوث من قبل أفضل العلماء والباحثين في كافة المجالات الطبية والعلمية من داخل وخارج دولة الإمارات العربية المتحدة، وفي ضوء ذلك تهدف المجلة إلى:
نشر البحوث الطبية المبتكرة، الّتي يعدّها الباحثون في المجالات الطبية المختلفة، والتي لها علاقة مباشرة بالمشكلات والظواهر الصحية المستجدة في مجتمع دولة الإمارات والتي تتطلب التدخل السريع وإيجاد الحلول السريعة لها.
توفير فرصة التقييم العلمي للبحوث من خلال إخضاع البحوث للرأي العلمي الذي يأخذ على عاتقه تقويم الجوانب العلمية والمنهجية في البحث العلمي.

## الإصدارات الطبية
تعتبر الكتب والإصدارات العلمية بصفة عامة والطبية بصفة خاصة مراجعاً رسمية يستقي منها الباحثون والعاملون المعلومات الحديثة وتكون بالإضافة إلى ذلك قواعد ثابتة يتم اعتمادها في المناهج التعليمية والتثقيفية على كافة الأصعدة، وفي نفس الوقت يكون عاملاً آخر لدعم حركة البحث العلمي وفتح آفاق جديدة معززة له. ولذا تهتم الجائزة بإصدار سلسلة طبية متعددة المجالات في مختلف نواحي العلوم الطبية والتي ترتبط بأمراض خطيرة تهدد حياة الكثير نظرا لانتشارها بين أفراد المجتمع ومنها على سبيل المثال: سلسلة إصدارات أمراض السرطانات وأمراض الدم ومرض الثلاسيميا.

## المركز العربي للدراسات الجينية[6]
تُعدّ الأمراض الوراثية والجينية أمراضاً مزمنة تتطلب تدخلاً طبياً مستمراً طول الحياة من دون توفّر علاج لمعظمها. ويعاني العالم العربي على وجه الخصوص من العديد من هذه الأمراض، حيث تساهم عدة عوامل في زيادة نسبة الإصابة بالأمراض الجينية في العالم العربي منها: ارتفاع نسبة زواج الأقارب، عوامل البيئة التي تساهم في استمرار ظهور أمراض جينية معينة، وعدم الوعي الكافي بأهمية الكشف المبكر لهذه الأمراض.
وحرصاً للتخفيف من معاناة الإنسان من هذه الأمراض في العالم العربي، تبلورت رؤية سموّ الشيخ حمدان بن راشد آل مكتوم، نائب حاكم دبي ووزير المالية، في الخامس والعشرين من شهر يونيو\حزيران في عام 2003 بتأسيس المركز العربي للدراسات الجينية. ومنذ ذلك الحين، أخذ المركز، المتفرّع عن جائزة الشيخ حمدان للعلوم الطبية، على عاتقه مهمة الارتقاء بمستوى الصحة من خلال وصف الأمراض الجينية والوقاية منها في الدول العربية بالاعتماد على التقدم الحاصل في علم الوراثة البشرية.
واحد من المشاريع الرئيسية التي يضطلع بها المركز هو فهرست الأمراض الوراثية لدى العرب (CTGA)، وهو قاعدة بيانات إلكترونية يجري تحديثها باستمرار ويمكن الوصول إليها على العنوان (www.cags.org.ae).

### المركز العربي للدراسات الجينية
يتطوّر محتوى قاعدة البيانات يوماً بعد يوم باتساع الرقعة الجغرافية التي تغطّيها من خلال جهد علمي مشترك يعتبر الأكبر على مستوى المنطقة والي يساعد على تحديد الاضطرابات الوراثية في الشعوب العربية وتكوين صورة أوضح لنمط الاضطرابات الجينية ورسم استراتيجيات فعالة للوقاية منها.
ينشر المركز بشكل مستمر مقالات وبحوث علمية محكّمة وكتباً تستهدف المجتمع العلمي وكذلك الجمهور من العامّة. ولعلّ المطبوعة الأهم للمركز هي سلسلة الكتب حول “الاضطرابات الوراثية في العالم العربي” والتي تم نشر ثلاثة مجلدات منها لتعكس تقدّم قاعدة البيانات CTGA.  كما يحرص المركز على إصدار اكتشافاته عبر نشر المقالات في الدوريات العالمية المتخصّصة. أمّا على مستوى الجمهور، فقد أصدر المركز سلسلتين من الكتيبات حول اضطرابات الدم الوراثية والسرطانات الأكثر شيوعاً في المنطقة. وتحتوي هذه الكتيبات معلومات أساسية عن الاضطرابات، وأسبابها، وسبل التعامل معها، مع بعض المعلومات عن وضعها الوبائي في العالم العربي.
يقوم المركز منذ إنشائه ببحوث علمية في مجال علم الوراثة البشرية، وأجرى عدداً من الدراسات ذات الصلة بما في ذلك مشروع لتحديد السبب الجيني الكامن وراء خلل نادر في الهيكل العظمي في عائلة إماراتية ممتدة. ومن المتوقع أن يساعد اكتشاف المسبب الجيني لهذا المرض قدرتنا على تحقيق رؤى جديدة لفهمنا للجينوم البشري ويمهّد الطريق للعديد من المشاريع المماثلة خاصّةً في ظلّ وجود العديد من الاضطرابات المجهولة جينياً في الشعوب العربية.

### المؤتمر العربي لعلم الوراثة[7]
ينظّم المركز العربي للدراسات الجينية المؤتمر العربي لعلوم الوراثة البشرية مرّة كل سنتين مساهمةً منه في تطوير دراسة علوم الوراثة البشرية في المنطقة. وفي سنواتٍ قليلةٍ، أصبح المؤتمر واحداً من أكثر الأحداث المنتظرة في الجدول الزمني لعلم الوراثة البشرية.
وحظيت النسخة الأولى من المؤتمر، الذي انعقد في عام 2006، باهتمام كبيرٍ من قِبَل منظمة الجينوم البشري واجتذبت أكثر من 500 مشارك.
تضاعف الحضور ليتجاوز 900 مشارك في الدورتين الثانية والثالثة من المؤتمر. وحلّت الدورة الرابعة للمؤتمر العربي لعلوم الوراثة البشرية كتتويج لجهد المركز العربي للدراسات الجينية حيث تمكّن في ذات الوقت من استضافة الاجتماع السنوي الخامس عشر لمنظمة الجينوم البشري (HUGO) في دبي في شهر مارس من العام 2011. ويعدّ هذا الاجتماع بمثابة الحدث العالمي الأهمّ الذي ينعقد في العالم العربي للبحث في علوم الوراثة البشرية والجينوم، وقد نجح المؤتمر في توفير منبرٍ ملائم لعلماء الوراثة الروّاد من المنطقة والعالم للعمل على الاستراتيجيات وتحديد أولويات البحوث الهادفة إلى مكافحة خطر الأمراض الوراثية في المنطقة.